# Geophaginae
Sous-famille
Les Geophaginae  Haseman, 1911 sont des Cichlidés d'Amérique du Sud. 
14 genres et plus de 130 espèces sont décrits.

## Genres
Acarichthyini Kullander, 1998
- Acarichthys Eigenmann, 1912 avec deux espèces
- Guianacara Kullander and Nijssen, 1989 avec six espèces

Crenicaratini Kullander, 1998
- Biotoecus Eigenmann & Kennedy, 1903 avec deux espèces
- Crenicara Steindachner, 1875 avec trois espèces
- Dicrossus Steindachner, 1875 avec trois espèces

Geophagini Haseman, 1911
- Apistogramma Regan, 1913 avec plus de 70 espèces décrites et de nombreuses autres à décrire
- Apistogrammoides Meinken, 1965 avec une seule espèce
- Biotodoma Eigenmann & Kennedy, 1903 avec deux espèces
- Geophagus Heckel, 1840 avec 20 espèces
- Gymnogeophagus Miranda Ribeiro, 1918 avec dix espèces
- Mazarunia Kullander, 1990 avec une seule espèce
- Mikrogeophagus Meulengracht-Madson in Schiötz & Christensen, 1968 avec deux espèces
- Satanoperca Günther, 1862 avec huit espèces
- Taeniacara Myers, 1935 avec une seule espèce

## Soures
- Références
- Phylogénie